# 戴蒙德斯普林斯 (加利福尼亞州)
戴蒙德斯普林斯是位於美國加利福尼亞州埃爾多拉多縣的一個人口普查指定地區。

## 地理
戴蒙德斯普林斯的座標為38°41′41″N 120°48′54″W / 38.69472°N 120.81500°W，而該地最高點為海拔高度546米（即1791英尺）。

## 人口
根據2010年美國人口普查的數據，戴蒙德斯普林斯的面積為43.286平方千米，當中陸地面積為43.104平方千米，而水域面積為0.182平方千米。當地共有人口11037人，而人口密度為每平方千米254人。